# کد بین‌المللی اخلاق پزشکی
کد بین‌المللی اخلاق پزشکی توسط مجمع عمومی انجمن جهانی پزشکان در سال ۱۹۴۹ در لندن پذیرفته شد و در سال‌های ۱۹۶۸، ۱۹۸۳ و ۲۰۰۶ اصلاح و تجدید نظر شد. این کد براساس بیانیه ژنو ایجاد شد و هدف اصلی آن تعیین و ایجاد اصول اخلاقی برای پزشکان براساس وظایف کلی آنها در سراسر جهان نسبت به بیماران و همکارانشان است.

## تاریخچه
بعد از تایید و تصویب بیانیه ژنو، دومین مجمع عمومی انجمن جهانی پزشکان گزارشی را در مورد "جنایت‌های جنگ و پزشکی" مورد تحلیل قرار داد. این فعالیت شورای انجمن جهانی پزشکان را ترغیب کرد تا کمیته مطالعاتی دیگری را برای تهیه و ارائه یک کد بین‌المللی اخلاق پزشکی تعیین و منصوب کنند، که بعد از یک بحث گسترده در سال ۱۹۴۹ توسط مجمع عمومی مورد پذیرش واقع شد.

## جدول زمانی (جلسات انجمن پزشکی جهان WMA)
- ۱۹۴۹: طرح پذیرفته شد؛ سومین مجمع عمومی، لندن.
- ۱۹۶۸: ارائه اولین طرح پیشنهاد اصلاحی؛ ۲۲ مجمع عمومی، سیدنی.
- ۱۹۸۳: ارائه دومین طرح پیشنهاد اصلاحی؛ ۳۵ مجمع عمومی، ونیز.
- ۲۰۰۶: ارائه سومین طرح پیشنهاد اصلاحی؛ ۵۸ مجمع عمومی، پیلانزبرگ.